# ميكي بورنيت
مايكل واين بورنيت (بالإنجليزية: Michael Wayne Burnett؛ مواليد 12 أبريل 1974) هو مُقاتل فنون قتالية مختلطة أمريكي.

## وصلات خارجية
- ميكي بورنيت على موقع بوكس ريك (الإنجليزية) (registration required)
- ميكي بورنيت على موقع يو إف سي (الإنجليزية)
- ميكي بورنيت على موقع شيردوغ (الإنجليزية)
- ميكي بورنيت على موقع IMDb (الإنجليزية)
- ميكي بورنيت على موقع قاعدة بيانات الفيلم (الإنجليزية)